# فهرست جشنواره‌های مراکش
فهرستی از جشنوارههایی که در کشور مراکش برگزار می‌شود:
- جشنواره بلوار موسیقیدانان جوان
- جشنواره فیلم آمازیغ
- جشنواره موسیقی جهانی گناوا
- جشنواره بین‌المللی فیلم مراکش
- تنجز
- جشنواره موسیقی آیینی جهان
- جشنواره سینمای مهاجرت
- جشنواره بین‌المللی عشایر
- جشنواره بین‌المللی جادو در مراکش
- جشنواره هنر آشپزی فاس